# TVP3
TVP3 (früher TVP Regionalna) ist ein Fernsehsender der polnischen öffentlich-rechtlichen Rundfunkanstalt Telewizja Polska. Das dritte Programm von TVP startete 1994 und wurde zwischen 2000 und 2002 schrittweise zu TVP3 umfirmiert. 2007 wurde TVP3 durch den Nachrichtensender TVP Info ersetzt und die Regionalfenster in den neuen Sender überführt. Mit dem Umbau von TVP Info zum reinen Nachrichtenkanal wurde die regionale Berichterstattung wieder in ein eigenes Programm ausgelagert. Am 2. Januar 2016 wurde der Sender erneut in TVP3 umbenannt.
Der Claim des Senders ist an den Programmauftrag angelehnt, „unser Fernsehen“ zu sein, das über Ereignisse und den Alltag im regionalen Umfeld der Zuschauer berichtet: „Jesteś u siebie!“ (Du bist zu Hause).

## Geschichte
Die Wurzeln des Programms liegen in den zwölf (später 16) Regionalstudios, die Wieslaw Walendziak, TVP-Vorstandsvorsitzender im Jahr 1994, unter der gemeinsamen Dachmarke TVP Regionalna startete, der einen gemeinsamen Auftritt für erfolgversprechender hielt als die Einführung mehrerer regionale Programme. Obwohl bereits Serien und Spielfilme gezeigt wurden, hatte das Programm mit viel Kultur und Sport einen starken Bezug auf regionale Ereignisse, auch im landesweiten Mantelprogramm. Unter dem Namen TVP3 wurde der damalige Sender zu einem Vollprogramm mit Unterhaltung und Spielfilmen ausgebaut, regionale Inhalte beschränkten sich weitgehend auf die Programmfenster der Regionalstudios. 2005 starteten die Lokalfenster für Gorzów Wielkopolski, Kielce, Olsztyn und Opole. Die Regionalfenster wurden auch beim Umbau des Senders als Nachrichtenkanal TVP Info beibehalten.
Am 23. Mai 2013 kündigte das Polnische Fernsehen einen neuen Regionalsender an, der Name wurde im Juli lanciert. Sollte der Sender zunächst wieder als TVP3 starten, wurde es dann doch als TVP Regionalna gestartet und schließlich 2016 wieder TVP3 genannt.

### Senderlogos

Logo von 1994 bis 2000
Logo von 2000 bis 2001
Logo von 2001 bis 2003
Logo von 2003 bis Januar 2007
Logo von Januar bis Oktober 2007
Logo von 2013 bis 2016
Logo seit 2. Januar 2016

## Programm
TVP3 produziert ein landesweites Mantelprogramm für die regionale Berichterstattung, mehrmals am Tag wird auf die Regionalfenster der 16 Regionalstudios auseinandergeschaltet. Der Schwerpunkt liegt auf journalistischen Informationen. Fünf Stunden von ca. 6:30 bis 0:30 Uhr bestreiten die Regionalredaktionen mit Informationen aus den Regionen, rund eine Stunde mehr als in den Regionalsendungen von TVP Info. Der neue Sender setzt im Vergleich zum früheren Regionalfernsehen verstärkt auf die Übertragung von Großveranstaltungen oder Sportveranstaltungen. Die Programmhoheit geht damit wieder verstärkt auf die Entscheidungen der regionalen Redaktionen über, die sich für eine Liveübertragung auch in eigener Verantwortung aus dem Gemeinschaftsprogramm ausklinken können.

### Regionalstudios und Lokalfenster
Regionale Niederlassungen mit eigenen Redaktionen produzieren das Gemeinschaftsprogramm und Regionalsendungen aus folgenden Orten:
| - Białystok mit TVP3 Białystok - Breslau mit TVP3 Wrocław - Bydgoszcz mit TVP3 Bydgoszcz - Danzig mit TVP3 Gdańsk - Gorzów Wielkopolski mit TVP3 Gorzów Wielkopolski - Katowice mit TVP3 Katowice - Kielce mit TVP3 Kielce - Krakau mit TVP3 Kraków | - Lublin mit TVP3 Lublin - Łódź mit TVP3 Łódź - Olsztyn mit TVP3 Olsztyn - Opole mit TVP3 Opole - Posen mit TVP3 Poznań - Rzeszów mit TVP3 Rzeszów - Stettin mit TVP3 Szczecin - Warschau mit TVP3 Warszawa |

### Empfang
Das Programm wird seit Sendestart über den dritten DVB-T-Multiplex terrestrisch und in fast allen Kabelnetzen verbreitet.
Es wurde schrittweise in den übrigen Empfangswegen Satellitenrundfunk und IP-basierende Plattformen (IPTV) aufgeschaltet, wozu die Plattformbetreiber durch das polnische Mediengesetz verpflichtet sind. Bereits im ersten Sendemonat wurde die Übertragung bei Cyfrowy Polsat, nc+, TNK und Orange Polska aufgenommen.
Im Dezember 2023 wurde auf allen Empfangswegen mit der Verbreitung in HDTV-Bildauflösung begonnen.